# سيباستيان بورديه
سيباستيان بورديه (بالفرنسية: Sébastien Bourdais)‏ مواليد 28 فبراير 1979 في لو مان، هو سائق فورملا 1 فرنسي بدأ مسيرته الاحترافية سنة 1999. كان أول سباق له هو جائزة أستراليا الكبرى 2008. خاض خلال مسيرته 27 سباقاً.

## سباقات شارك فيها
- لو مان 24 ساعة
- البطولة الأمريكية لسباق السيارات
- سلسلة إندي كار
- إنديانابوليس 500
- بطولة العالم للتحمل

## روابط خارجية
- سيباستيان بورديه على موقع Racing-Reference.info (الإنجليزية)
- سيباستيان بورديه على موقع DriverDB.com (الإنجليزية)
- سيباستيان بورديه على موقع eWRC-results.com (الإنجليزية)